# Институт физики
Институт физики (англ. Institute of Physics; IoP) — британское научное общество, насчитывающее более чем 50 000 членов по всему миру.
В своей работе охватывает три направления: образование, исследования и разработки. Штаб-квартира — в Лондоне. Институт предоставляет своим членам возможности профессионального развития, карьерного роста, а также награждает своих членов медалями, премиями и профессиональными титулами.

## История

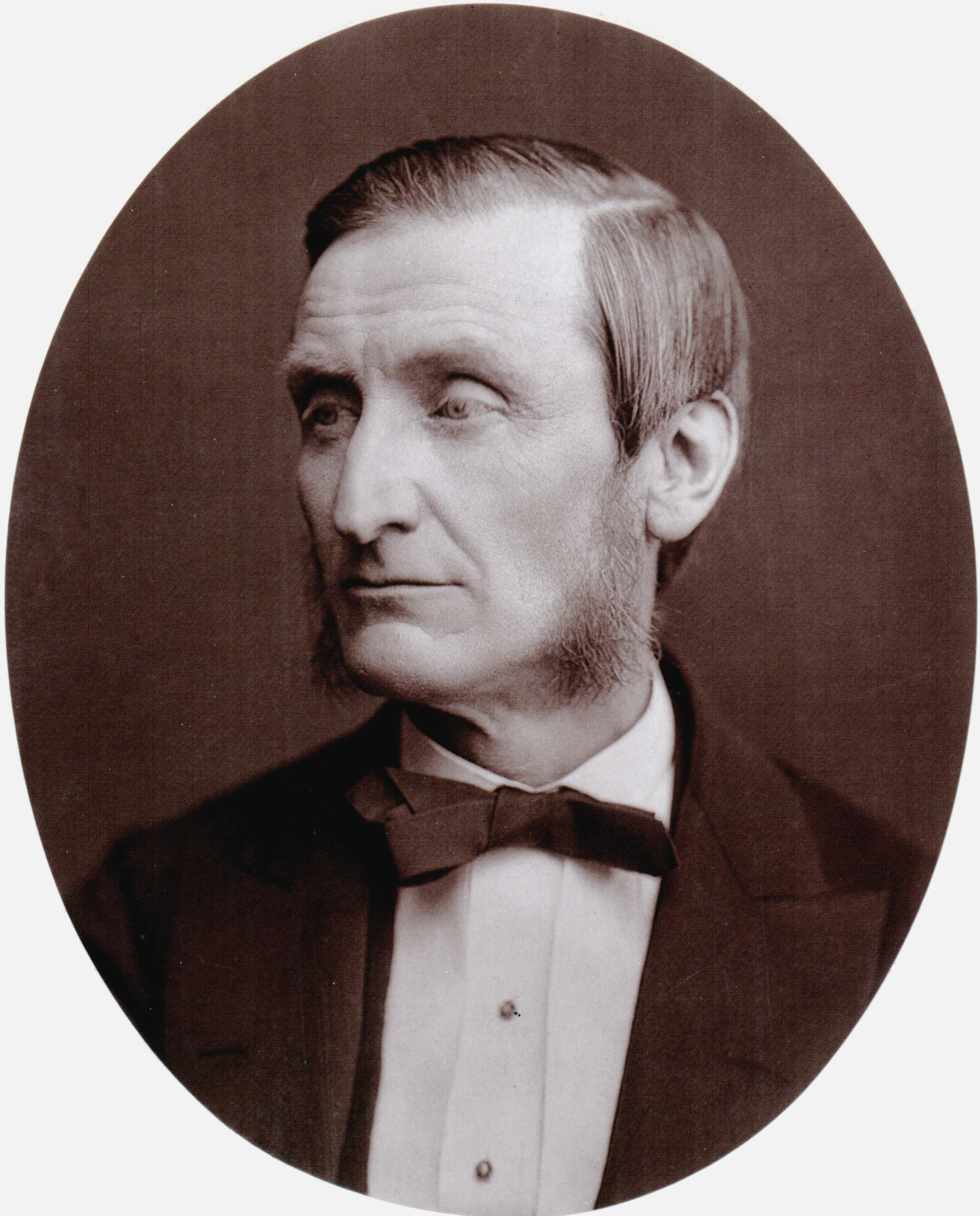
Первый президент Лондонского общества физиков Джон Холл Гладстон

Институт физики создан в 1960 году слиянием двух сообществ: Лондонского общества физиков, существовавшего с 1874 года (первым президентом этого Общества был Джон Холл Гладстон), и Института физики, образованного в 1920 году, по специальной лицензии Министерства коммерции (англ.) при Тайном совете Великобритании.
В 1922 году Институт физики начал издавать «Journal of Scientific Instruments» (Журнал научных инструментов, сейчас носит название Measurement Science and Technology), пропагандируя фундаментальные научные достижения. Ежегодник «Reports on Progress in Physics» (Доклады о развитии физики) начал издаваться с 1934 года.
В 1955 году Институт физики разработал курс и экзаменовку «Квалификация», которые функционировали до 1984 года, до времени, пока университеты повсеместно имели востребованность своих выпускников.
В 1960 году Лондонское общество физиков и Институт физики слились. В 1970 году «Общество и Институт» оставило за собой наименование Институт физики.

## Награды
В 1970 году Институт физики был удостоен Королевской награды за формирование традиции научного образования общественности.

## Членство
В Институте физики существует три вида членства:
- ассоциированный член,
- член,
- действительный член (англ. Fellow) и почётный член.

Из них «ассоциированный член» относится ко всем специалистам, имеющим какую-либо научную степень в области физики. «Действительный член» и «почётный член» — это две корпоративные градации членства, дающие право голоса при голосовании в Институте физики.
Существуют также членства студентов (для студентов факультетов физики) и присоединившихся (для тех, кто не имеет квалификационной степени или опыта работы).
Виды членства подразделяются на 6 классов (6 уровней):
- 1 класс (6 уровень) — почётный член[12],
- 2 класс (5 уровень) — действительный член[13],
- 3 класс (4 уровень) — член[14],
- 4 класс (3 уровень) — ассоциированный член[15],
- 5 класс (2 уровень) — студент[9],
- 6 класс (1 уровень) — присоединившийся[10] и «виртуально присоединившиеся»[16].

Для каждого уровня членства в Институте предусмотрены соответствующие академические облачения (мантии), которыми Институт награждает своих членов.

## Титулы
Институт имеет право присваивать своим членам статусы «Признанный физик» и «Признанный инженер».

## Награды Института физики
Институт физики ежегодно присуждает ряд медалей и денежных премий по различным номинациям: 
- Медаль Исаака Ньютона — наиболее престижная награда за вклад в физику мирового значения,
- Медаль президента Института физики[англ.] за вклад в физику в целом и в деятельность Института физики в частности,
- Золотые медали:
  - Медаль и премия Дирака — за вклад в теоретическую физику (по нечётным годам),
  - Медаль и премия Фарадея (ранее медаль и премия Гутри) — за вклад в экспериментальную физику (по чётным годам),
  - Медаль и премия Ричарда Глэйзбрука[англ.] — за лидерство в физике (по нечётным годам),
  - Медаль и премия Кэтрин Бёрр Блоджетт[англ.] — за применение физики в промышленности и бизнесе (по чётным годам),
  - Медаль и премия Лоуренса Брэгга — за вклад в физическое образование (по чётным годам),
  - Медаль и премия Кельвина — за вклад в повышение осведомленности общественности о физике (по нечётным годам),
- Серебряные медали:
  - Медаль и премия Рэлея[англ.] — за вклад в теоретическую физику (по нечётным годам),
  - Медаль и премия Сэма Эдвардса — за вклад в физику мягкого вещества (по нечётным годам),
  - Медаль и премия Розалинд Франклин — за вклад в биологическую физику (по чётным годам),
  - Медаль и премия Невилла Мотта[англ.] — за вклад в физику конденсированного вещества или материаловедение (по нечётным годам),
  - Медаль и премия Девида Тейбора — за вклад в физику поверхности или нанофизику (по нечётным годам),
  - Медаль и премия Сесилии Пейн-Гапошкиной — за вклад в физику плазмы или космоса (по нечётным годам),
  - Медаль и премия Эдуарда Эплтона — за вклад в физику атмосфера или окружающей среды (по чётным годам),
  - Медаль и премия Томаса Юнга — за вклад в оптику (по нечётным годам),
  - Медаль и премия Джозефа Томсона[англ.] — за вклад в атомную или молекулярную физику (по чётным годам),
  - Медаль и премия Резерфорда — за вклад в ядерную физику (по чётным годам),
  - Медаль и премия Джеймса Чедвика — за вклад в физику элементарных частиц (по нечётным годам),
  - Медаль и премия Фреда Хойла[англ.] — за вклад в астрофизику или космологию (по чётным годам),
  - Медаль и премия Джоуля[англ.] — за вклад в прикладную физику (по чётным годам),
  - Медаль и премия Габора (ранее медаль и премия Дадделла) — за применение физики в промышленности и бизнесе (по чётным годам),
  - Медаль и премия Марии Склодовской-Кюри — за вклад в физическое образование (по чётным годам),
  - Медаль и премия Лизы Мейтнер — за вклад в повышение осведомленности общественности о физике (по нечётным годам),
  - Медаль и премия Питера Мэнсфилда — за вклад в медицинскую физику,
- Бронзовые медали за достижения на раннем этапе карьеры:
  - Медаль и премия Максвелла[англ.] — за вклад в молодого учёного теоретическую физику,
  - Медаль и премия Генри Мозли — за вклад молодого учёного в экспериментальную физику,
  - Медаль и премия Клиффорда Патерсона[англ.] — за применение молодым учёным физики в промышленности и бизнесе,
  - Медаль и премия Джоселин Белл Бёрнелл — за вклад в физику молодой женщины-учёного,
  - Медаль и премия Дафны Джексон — за вклад молодого учёного в физическое образование,
  - Медаль и премия Мэри Соммервилл — за вклад молодого учёного в повышение осведомленности общественности о физике,
- Премия Филлипса за службу Институту физики,
- Премии для учителей физики за успехи в преподавании на уровне средней школы или колледжа,
- Техническая премия за вклад техников в развитие физики,
- Премии для бизнеса, использующего физику в инновациях,
- Двухсторонние премии:
  - Медаль и премия Макса Борна — для физиков, работающих в Германии, Великобритании или Ирландии (совместно с Немецким физическим обществом),
  - Премия Хольвека — для физиков, работающих во Франции, Великобритании или Ирландии (совместно с Французским физическим обществом),
  - Медаль и премия Джузеппе Оккиалини — для физиков, работающих в Италии, Великобритании или Ирландии (совместно с Итальянским физическим обществом),
  - Медаль и премия Гарри Мэсси — для физиков, работающих в Австралии или связанных с Австралией (совместно с Австралийским институтом физики).

Кроме того, Институт физики выбирает почётных членов. Ряд наград уже не существует или присуждается другими организациями, например, Мемориальная премия Саймона. 

## Образование
Институт физики имеет три мобильные лаборатории, где учащиеся могут проводить эксперименты своими руками, используя физические приборы, которые обычно недоступны школьным лабораториям.

## Издательство
Институт физики является владельцем копирайтов публикаций более чем 60 академических журналов. Весь доход от этих изданий поступает в фонд Института. Одно из основных изданий — журнал «PhysicsWorld» (Мир физики), который издаётся с 1988 года.

## Управление
Выборный Совет управляет и контролирует деятельность Института физики. Совет собирается 4 раза в год и состоит из 25 человек, 16 из которых избираются членами Института.
Президент Института избирается членами Института на 2 года.

## Президенты Института физики
- 1920—1921 сэр Ричард Глэйзбрук
- 1921—1923 сэр Джозеф Джон Томсон
- 1923—1925 Чарлз Алджернон Парсонс
- 1925—1927 сэр Уильям Генри Брэгг
- 1927—1929 сэр Фрэнк Уотсон Дайсон
- 1929—1931 Уильям Экклс[англ.]
- 1931—1933 Эрнест Резерфорд
- 1933—1935 Генри Лайонс[англ.]
- 1935—1937 Альфред Фаулер
- 1937—1939 Клиффорд С. Патерсон
- 1939—1943 сэр Уильям Лоренс Брэгг
- 1943—1946 Эдвард Смит[англ.]
- 1946—1948 Артур Мэннеринг Тиндаль[англ.]
- 1948—1950 Фрэнсис Той
- 1950—1952 Виллиам Эдвард Кёртис
- 1952—1954 Чарльз Сайкс[англ.]
- 1954—1956 сэр Джон Дуглас Кокрофт
- 1956—1958 Оливер В. Хамфрис
- 1958—1960 Джордж Паджет Томсон
- 1960—1962 сэр Джон Дуглас Кокрофт
- 1962—1964 сэр Алан Вильсон[англ.]
- 1964—1966 Гордон Сазерленд[англ.]
- 1966—1968 Джеймс Тэйлор
- 1968—1970 Малькольм Р. Гэвин
- 1970—1972 Джеймс Вудхам Ментер[англ.]
- 1972—1974 Брайан Флауэрс[англ.]
- 1974—1976 Брайан Пиппард
- 1976—1978 Басил Джон Масон[англ.]
- 1978—1980 Бас Пис[англ.]
- 1980—1982 Денис Вилкинсон[англ.]
- 1982—1984 Роберт Клайтон[англ.]
- 1984—1986 Алек Меррисон[англ.]
- 1986—1988 Годфри Стаффорд[англ.]
- 1988—1990 Кирилл Хилсэм[англ.]
- 1990—1992 Роджер Блин-Стойл
- 1992—1994 Клайв А. П. Фокселл[англ.]
- 1994—1996 сэр Арнольд Уиттекер Волфендейл
- 1996—1998 Брайан В. Мэнли[англ.]
- 1998—2000 Гарет Робертс[англ.]
- 2000—2002 Питер Вильямс[англ.]
- 2002—2004 Давид Уоллес[англ.]
- 2004—2006 Джон Эндерби
- 2006—2008 Питер Сарага
- 2008—2010 Джоселин Белл Бернелл
- 2010—2011 Маршал Стоунхэм[англ.]
- 2011—2011 Сьюзен Джоселин Белл Бернелл
- 2011—2013 Питер Найт[англ.]
- 2013—2015 Фрэнсис Саундерс[англ.][23]
- 2015—2017 Рой Сэмблз[англ.]
- 2017—2019 Джулия Хиггинс[англ.]
- 2019—2021 Jonathan Flint[англ.]
- 2021—2023 Шейла Роуэн
- 2023—2025 Кит Бёрнетт[англ.]